# Жемайтське староство

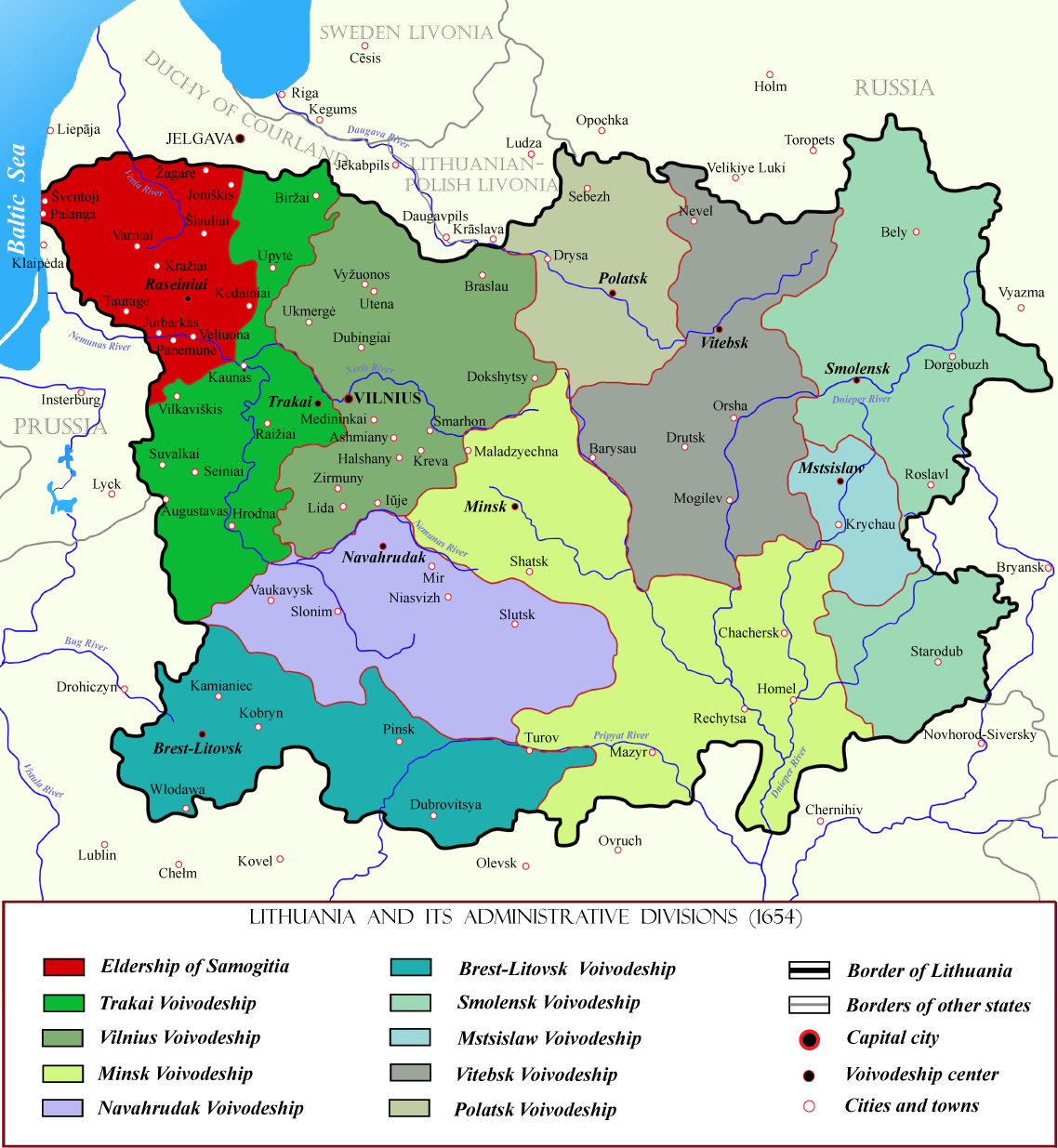
Адміністративний поділ Великого князівства литовського у сер. XVII ст.

Жемайтське староство (лит. Žemaičių seniūnija, пол. Księstwo żmudzkie) — спочатку князівство, що виникло на землях литовської народності жемайтів (жмудь) у XII ст., а з поч. XV ст. Великі литовські князі стави керувати землею через призначених старост.

## Історія
В історичних джерелах відоме як князівство з 1219 року.
Князівство було одним із засновників Великого князівства Литовського, адміністративною одиницею в складі Великого князівства Литовського, Руського та Жемайтського.
У 1419—1441 рр. існувало в формі Жемайтського староства.
Великий князь Литовський мав одночасно й титул князя Жемайтського, хоча фактичним правителем провінції, призначеним з волі великого князя, був Головний Староста Жемайтії.
Було розташоване у північно-західній частині Литви. Єдина частина ВКЛ, що прилягала до Балтійського моря; його північні кордони були кордонами ВКЛ з Курляндським герцогством, західні — з Прусським герцогством. Після закінчення Лівонської війни і до 1795 року, кордони Жемайтського князівства були чітко визначені й не змінювались.
Після захоплення балтійських держав Російською імперією князівство перестало існувати.
Нині Жемайтія є однією з кількох етнографічних регіонів сучасної Литви і не виділена в окрему адміністративну одиницю.

## Список жмудських старост
- Румбольд Волімонтович (1409/1411—1413) (?)
- Кезгайло Волімонтович (1412—1432)
- Юрій Галігін (1432—1435)
- Монтовт (1435—1439)
- Кезгайло Волімонтович (1440—1441)
- Монтовт (1441)
- Кезгайло Волімонтович (1442—1450)
- Ян Кезгайло (1451—1485)
- Станіслав Янович Кезгайло (1486—1527)
- Станіслав Станіславович Кезгайло (1527—1532)
- Петро Станіславович Кишка (1532—1534)
- Ян Радзивілл (1535—1542)
- Матей Войтехович Клочко (1542—1543)
- Юрій Білевич (1543—1544)
- Єронім Ходкевич (1545—1561)
- Ян Єронім Ходкевич (1564—1579)
- Ян Кишка (1579—1592)
- Юрій Ходкевич (1590—1595)
- Станіслав Радзивілл (1595—1599)
- Ян Кароль Ходкевич (1599—1616)
- Станіслав III Кишка (1616—1619)
- Єронім Волович (1619—1636)
- Ян Альфонс Ляцкий (1643—1646)
- Юрій Кароль Глібович (1653—1668)
- Олександр Полубинський (1668—1669)
- Вікторин Констанцій Млечко (1670—1679)
- Казимир Ян Сапіга (1681—1682)
- Петро Михайло Пац (1684—1696)
- Григорій Антоній Огінський (1698—1709)
- Казимир Ян Горбовський (1710—1729)

Герб Жемантії

- Юзеф Тишкевич (1742—1754)
- Ян Миколай Ходкевич (1767—1781)
- Антон Гелгуд (1783—1795)